# 看那笑容
《看那笑容》（日语： Hora, Waratteru）是日本摇滚乐队SHISHAMO的第7张单曲，于2017年10月25日发行。

## 简介
2017年7月25日，电影《恋爱回旋》的制作组宣布了将使用SHISHAMO新歌作为影片主题曲和插曲的消息。主演新垣结衣表示“SHISHAMO的这两首歌曲，相比电影中主角多满子的故事更加直接地传达了‘热血青春、大步前进’的意味。”“当电影将要结束时主题曲《看那笑容》响起，让人不禁为之心动。”导演石川淳一表示“主题曲《看那笑容》表现了在失望中也依然要向前迈进的顽强，而这恰好展现了电影中主人公的心理。”“插曲《仙人掌》更是电影中不可缺少的一部分，快节奏中体现出了各个角色不同的经历，越发能感受到爱的味道。”电影的制作人成河广明被这两首歌曲所震惊“就像电影中的主角站在了你的眼前一样，这是电影和SHISHAMO奇迹般的合作。”
这是SHISHAMO第一次为电影制作音乐，主唱宫崎表示“反复的看剧本、看影片，然后才开始写歌。相比以往自我设定歌曲的背景，这次为了贴合电影的情景和氛围，的确创作的难度更高，也感受到了一些压力。”“在创作的过程中也和电影的制作方多次讨论，把最初更为明快一些的风格改成了现在的样子。”在观看加入歌曲后的影片成品后，宫崎表示“想到大家坐在电影院中听到这首歌曲的样子，感到很开心，也非常激动。”
9月20日，SHISHAMO宣布这张单曲将在10月25日，也就是电影上映后4天发售，单曲封面由宫崎绘制。同日在FM802的节目中，《看那笑容》首次公开。
10月18日举办了只限高中生参加的电影宣传会，SHISHAMO现场演唱了这两首歌曲。新垣结衣在现场说：“一直在深夜不断的循环《看那笑容》这首歌，听了有些想哭的感觉。”“没有想到能在现场听到这首歌，非常棒。”另一位主演瑛太说：“歌曲和电影非常相衬，令人感动。”
10月24日《看那笑容》的MV公开，本作MV由FUKATSU MASAKAZU导演。MV全程采用正方形画面，营造复古氛围的同时，淡蓝色的背景让每一幕场景都能成为一幅美丽的画卷。

## 发行
《看那笑容》于2017年10月25日发行。
- 普通盘（商品编号：UPCM-1417）
  - 盒内除CD外，另外封入了2018年7月28日举行的SHISHAMO首次体育场演唱会的门票抽选单[6]。

## 收录
| CD       | CD           | CD                     | CD    |
| 曲序     | 曲目         | 备注                   | 时长  |
| -------- | ------------ | ---------------------- | ----- |
| 1.       | （看那笑容） | 电影《恋爱回旋》主题曲 | 5:06  |
| 2.       | （仙人掌）   | 电影《恋爱回旋》插曲   | 6:17  |
| 总时长： | 总时长：     | 总时长：               | 11:23 |